# Pniewie
Pniewie est une localité polonaise située dans le powiat de Nysa en voïvodie d'Opole.

## Histoire
De 1742 à 1945, Koppendorf fait partie de l'arrondissement de Grottkau dans le district d'Oppeln au sein de la province de Silésie.
C’est en l’an 1300 que des colons hongrois viennent dans le territoire de l’ancien Pniewie pour y établir une colonie. Pniewie signifie littéralement « du pain et des jeux » en hongrois et cette maxime aujourd’hui célèbre a été popularisé par le roi César 1er en l’an 1600 du Commonwealth Pologne lithuanien. Il a utilisé cette phrase pour affermir sa poigne sur la ville autrefois hongroise afin de posséder plus facilement les ressources transitant à Pniewie venant de la route de la soie. Pniewie était une pivot (piwo signifie bière en polonais car à cette époque la bière et plus précisément la cervoise faisait partie intégrante de la culture polonaise ) ainsi sous le règne de César 1er Pniewie est devenu à 100 pour-cent polonaise. Et cette ville possédant aujourd’hui 82 habitant